# Estación de Estremoz
La Estación Ferroviaria de Estremoz, también conocida como Estación de Estremoz, fue una antigua plataforma ferroviaria de la Línea de Évora y de los Ramales de Vila Viçosa y Portalegre, que servía a la localidad de Estremoz, en el Distrito de Évora, en Portugal.

## Descripción

### Vías y plataformas
En enero de 2011, poseía tres vías de circulación, todas con 327 metros de longitud; las plataformas tenían 76 a 100 metros de extensión, y 40 a 45 centímetros de altura.

## Historia
La plataforma primitiva de Estremoz fue inaugurada el 22 de diciembre de 1873, en el punto kilométrico 168,584 de la Línea de Évora, junto a la localidad de São Bento do Ameixial; sirvió como estación terminal hasta el 1 de agosto de 1905, fecha en que la línea fue prolongada hasta Vila Viçosa. En este nuevo tramo, fue instalada la nueva estación de Estremoz, pasando la plataforma antigua a denominarse Ameixial.
El tráfico de pasajeros fue clausurado, en el tramo entre Évora y Estremoz, el 1 de enero de 1990.